# 直覺巨蛋
直覺巨蛋是一座位于美国加利福尼亚州英格爾伍德的体育馆。它位于SoFi體育場南面，将成为从加密货币网体育馆搬迁过来的美国国家篮球协会（NBA）洛杉矶快船队的主场，并将举办2028年夏季奥林匹克运动会的篮球比赛。2021年9月17日，场馆的動工儀式举办。2024年8月15日，场馆正式开启。

## 特色
擁有18,000個座位的巨蛋由AECOM設計。除了巨蛋本身，還將包括練習設施、運動醫學診所、團隊辦公室、零售空間和一個向公眾開放帶有籃球場的大型戶外廣場。

## 外部連結
- 官方网站